# GnRH-Analogon
GnRH-Analoga, veraltet auch LHRH-Analoga, sind synthetische Analoga des Neurohormons Gonadotropin-Releasing-Hormon (GnRH), die als Arzneistoffe zur künstlichen Absenkung des Testosteron- oder Östrogen-Spiegels im Blut eingesetzt werden. Einsatzbereiche sind im Wesentlichen operativ nicht mehr behandelbare Formen des Prostatakrebses, des Mammakarzinoms (Brustkrebses) und der Endometriose. Ferner werden sie eingesetzt zur Behandlung der idiopathischen Pubertas praecox, bei der sie als sogenannte Super-Agonisten die Ausschüttung von Gonadotropinen vermindern. Bei der In-vitro-Fertilisation werden sie zur Festlegung des Ovulationszeitpunktes eingesetzt. Auch in der veterinärmedizinischen Reproduktionsmedizin finden sie vielfach Anwendung.
Der Einsatz von GnRH-Agonisten als sogenannte Pubertätsblocker ist für Kinder mit Geschlechtsinkongruenz umstritten.

## Pharmakologie der GnRH-Analoga
Physiologisch wird GnRH vom Hypothalamus pulsatil abgegeben. Beim Mann erfolgt die Abgabe etwa alle 120 Minuten. Bei der Frau ist das Intervall abhängig von der Zyklusphase: in der Follikelphase erfolgt eine Abgabe etwa alle 90 Minuten, in der Lutealphase verlängern sich die Intervalle. GnRH regt die Hypophyse zur Ausschüttung von Follikelstimulierendem Hormon (FSH) und Luteinisierendem Hormon (LH) an, die wiederum die Synthese von Östrogen und Testosteron in den Keimdrüsen (Hoden bzw. Ovar) anregen. FSH und LH werden auch als Gonadotropine bezeichnet.
GnRH-Analoga können pharmakologisch je nach Applikationsart und  -dauer dazu eingesetzt werden, die Ausschüttung von Gonadotropinen zu steigern oder zu erniedrigen. Eine Steigerung der Gonadotropin-Sekretion wird durch eine einmalige oder eine pulsatile Gabe von GnRH-Agonisten erreicht. Eine kontinuierliche Verabreichung von Agonisten führt dagegen zunächst zu einem initialen Anstieg der Gonadotropin-Freisetzung. Innerhalb von zwei bis drei Wochen kommt es jedoch zu einer Down-Regulation der GnRH-Rezeptoren in der Hirnanhangsdrüse, wodurch diese die Freisetzung von FSH und LH einstellt. Antagonisten senken dagegen die Freisetzung von FSH und LH unmittelbar, wodurch die Wirkung auf die Hormonfreisetzung aus den Keimdrüsen schneller eintritt.
Da es sich bei den GnRH-Analoga um Eiweißverbindungen handelt, können sie nicht peroral verabreicht werden, da sie im Magen-Darm-Trakt verdaut würden. Aus diesem Grund werden sie meist durch intramuskuläre oder subkutane Injektion verabreicht. In der Humanmedizin gibt es auch Zubereitungen zur Applikation über die Nasenschleimhaut. Die meisten der Präparate werden inzwischen als Ein-, Drei- oder Sechsmonats-Depot verabreicht. Eine neuere Entwicklung ist die Ein- bzw. Dreimonatsspritze, die ein subkutanes Depot in Form eines Gelkissens anlegt. Auch in der Veterinärmedizin finden neben Injektionen Depotpräparate in Form von sogenannten Hormonchips Anwendung.
Je nach Wirkung der jeweiligen Substanz an den GnRH-Rezeptoren der Hypophyse unterscheidet man bei den GnRH-Analoga zwischen GnRH-Agonisten und GnRH-Antagonisten.

## GnRH-Agonisten

### Wirkmechanismus
Als Agonist wird in der Pharmakologie ein Wirkstoff bezeichnet, der durch die Bindung an einen Rezeptor die gleiche Wirkung wie der körpereigene Ligand entfaltet. GnRH-Agonisten binden entsprechend an die GnRH-Rezeptoren in der Hypophyse. Der Wirkmechanismus liegt in einer vollständigen Down-Regulation der hypophysären Rezeptoren, der – nach einem anfänglichen kurzen Anstieg der Gonadotropin- und damit der Geschlechtshormonsekretion – innerhalb von ca. zwei bis drei Wochen zu einer vollständigen Hemmung der Sekretion der Geschlechtshormone führt.
Der Einsatz von D-Aminosäuren an Position 6 verleiht dem entsprechenden GnRH-Analogon eine höhere Stabilität und damit eine längere Wirkdauer.

### Einsatz in der Humanmedizin

#### Indikationen
Pharmakologisch werden GnRH-Agonisten vor allem eingesetzt, um eine vollständige Unterdrückung der Sekretion der Geschlechtshormone zu erreichen. Eine wichtige Indikation dafür besteht in der Hemmung des hormonabhängigen Wachstums von Tumoren. So werden GnRH-Agonisten beim Mann zur palliativen Behandlung des metastasierten Prostatakarzinoms und bei der Frau des metastasierten Mammakarzinoms eingesetzt. Bei Frauen werden GnRH-Agonisten außerdem zur Behandlung der Endometriose sowie zur Verkleinerung von Gebärmuttermyomen vor einer geplanten chirurgischen Entfernung eingesetzt.
Bei einem vorzeitigen Eintritt der Pubertät (Pubertas praecox) kann durch die Gabe von GnRH-Agonisten die Sekretion von Sexualhormonen durch die Keimdrüsen unterdrückt und ein vorzeitiger Abschluss des Größenwachstums verhindert werden. In diesem Kontext werden GnRH-Agonisten auch als Pubertätsblocker bezeichnet.
GnRH-Antagonisten werden auch bei Kindern mit Geschlechtsdysphorie eingesetzt, um den Eintritt der Pubertät reversibel zu verzögern. Hierdurch erhalten die Kinder und ihre Familien Zeit, mögliche weitere Schritte wie geschlechtsangleichende Maßnahmen zu überdenken. Ob der Einsatz von Pubertätsblockern mit niedrigerer Suizidalität und positiven psychosozialen Effekten einhergeht, ist umstritten.  Mögliche negative Auswirkungen betreffen das Körperwachstum sowie die Knochendichte. Die erste Anwendung der Medikamente an genderinkongruenten, zwischen 12 und 16 Jahre alten Jugendlichen erfolgte in den 1990er Jahren in den Niederlanden. Das sogenannte „Dutch Protocol“, das auf dieser Studie basierte, wurde 2006 im European Journal of Endocrinology veröffentlicht und bildete seitdem die Grundlage für die Behandlung von über 12 Jahre alten Personen mit GnRH-Analoga. Die erhebliche Zunahme solcher Behandlungen führte aber zu Zweifeln an der wissenschaftlichen Fundiertheit des Protokolls aufgrund verschiedener Fälle von erheblichen Langzeitnebenwirkungen, dem Fehlen repräsentativer Forschungsergebnisse sowie Bedenken an der Art und Auswahl der damaligen Probandengewinnung. In verschiedenen Ländern mehren sich die Zweifel, ob  ausreichende Evidenzen für den Einsatz von Pubertätsblockern und Cross-Sex-Hormon-Behandlungen vorhanden sind.
Die meisten der Präparate werden inzwischen als Ein-, Drei- oder Sechsmonats-Depot verabreicht. Bei der In-vitro-Fertilisation werden GnRH-Agonisten eingesetzt, um die körpereigene Regulation der Follikelreifung zu unterdrücken.

#### Nebenwirkungen
Alle Nebenwirkungen, die bei der Verabreichung von GnRH-Agonisten auftreten können, beruhen auf der Unterdrückung der Sekretion der Sexualhormone. Dazu gehören klimakterische Beschwerden, wie Störungen der Gefäßregulation und Libidoverlust, sowie Ödeme. Eine langfristige Verabreichung kann zu Osteoporose führen, weshalb die Langzeittherapie mit GnRH-Agonisten nur bei lebensbedrohlichen Erkrankungen indiziert ist. Einzelstudien deuten auf ein zunehmendes Risiko für Herzinfarkt, Schlaganfall und Thrombosen, die Reversibilität der Medikation sei nicht hinreichend belegt.

#### Behandlungseinschränkungen
Die erhebliche Zunahme von Genderinkongruenz bei Jugendlichen führte zu einer Steigerung der Nachfrage nach GnRH-Analoga, damit aber auch zu Zweifeln, ob und wie sehr das pharmakologische Anhalten der pubertären Entwicklung durch sogenannte Pubertätsblocker angesichts der wachsenden Zahl der Kinder, die dies wünschen, einen medizinisch sicheren und geeigneten Therapieansatz darstellt. In Großbritannien beschloss der NHS im Sommer 2023, GnRH-Analoga nur noch im Rahmen klinischer Studien zu verordnen. Nach der Veröffentlichung der Endfassung des Cass-Reports erklärte der NHS England, dass Zugang zu Pubertätsblockern im Rahmen des gender services für Kinder und Jugendliche künftig routinemäßig nicht mehr gewährt wird.  In Finnland und Schweden wurde die Abgabe von GnRH-Analoga durch die verabreichenden Kliniken stark eingeschränkt. In Frankreich, Irland und Österreich ist die Vergabe von GnRH-Analoga mit Einschränkungen wie etwa der Verpflichtung zu einem vorherigen Gutachten zulässig. In den USA wurde die Verabreichung der Medikamente durch die FDA 1993 zugelassen, jedoch ausschließlich für die Behandlung von Prostatakrebs, Endometriose, bestimmter Arten von Unfruchtbarkeit und einer seltenen Kinderkrankheit, die durch eine genetische Mutation verursacht wird, eine Zulassung zur Behandlung von Geschlechtsdysphorie ist nie erfolgt. In der Folge wurden und werden diese Medikamente „off-label“ verschrieben, also ohne eine umfassende Überprüfung der Sicherheit und Wirksamkeit durch die FDA. Die American Academy of Pediactrics (AAP), der führende Verband der Kinderärzte in den USA, plant derzeit eine Überarbeitung der bisherigen AAP-Richtlinie von 2018 zur geschlechtsbestätigenden medizinischen Versorgung, einschließlich der Verwendung von Pubertätsblockern. In den US-Bundesstaaten Georgia, Idaho, Iowa, Kentucky, Louisiana, Mississippi, Missouri, Nebraska, North Carolina, North Dakota, South Dakota, Tennessee, Texas, Utah und West Virginia ist die Vergabe dieser Medikamente seit 2023 verboten oder nur noch in Ausnahmefällen erlaubt, in Arizona gilt dies bereits seit 2022.

#### Wirkstoffe
| Strukturformel | Wirkstoff   | Indikation                                  | Halbwertszeit |
| -------------- | ----------- | ------------------------------------------- | ------------- |
|                | Buserelin   | Endometriose, In-vitro-Fertilisation        | 1 – 2 h       |
|                | Goserelin   | Endometriose, Myome                         | 2 – 3 h       |
|                | Leuprorelin | Endometriose, Myome, Mammakarzinom          | 3 h           |
|                | Nafarelin   | Endometriose, In-vitro-Fertilisation        | 4 h           |
|                | Triptorelin | Myome, Endometriose, In-vitro-Fertilisation | 20 min        |

### Einsatz in der Veterinärmedizin

#### Indikationen
In der Veterinärmedizin werden GnRH-Agonisten bei verschiedenen Tierarten und mit unterschiedlichen Indikationen eingesetzt.
Um bei männlichen Tieren vorübergehend die Sekretion des Sexualhormons Testosteron zu unterdrücken und damit eine vorübergehende Kastration zu induzieren, wird ein sogenannter Hormonchip implantiert, aus dem der Wirkstoff kontinuierlich über einen längeren Zeitraum in kleinen Mengen freigesetzt wird. Nach einer anfänglichen Stimulation der Testosteronsekretion wird nach ca. 2 Wochen die Spermatogenese unterdrückt. Eine vollständige Unfruchtbarkeit wird innerhalb von ca. 6 Wochen erreicht. Je nach applizierter Wirkstoffmenge hält die Wirkung zwischen 6 oder 12 Monate an. Ein Depotpräparat ist für die Anwendung bei männlichen Hunden und Frettchen zugelassen. Neben der Unfruchtbarmachung wird der Wirkstoff bei Hunden auch zur Behandlung der Prostatahyperplasie sowie von sexuell-motiviertem Aggressionsverhalten eingesetzt, wenn eine chirurgische Kastration und die damit verbundene dauerhafte Unfruchtbarmachung nicht gewünscht wird. Bei der Nebennierenerkrankung die bei kastrierten männlichen und weiblichen Frettchen durch eine unkontrollierte LH-Freisetzung verursacht wird, kann die LH-Sekretion durch die Implantation eines solchen Hormonchips unterdrückt werden.
Bei rossigen Stuten wird ein Kurzzeitimplantat mit dem gleichen Wirkstoff zur Induktion einer Ovulation verwendet, um den Zeitpunkt der Bedeckung bestimmen zu können. 3 bis 6 Stunden nach der Implantation werden bereits maximale Wirkstoffkonzentrationen erreicht, die innerhalb von 24 Stunden wieder den Blutspiegel vor der Implantation erreichen. Durch den kurzfristigen Anstieg der FSH- und LH-Sekretion wird innerhalb von 48 Stunden die Ovulation induziert.
GnRH-Analoga werden in der Reproduktionsmedizin bei Rindern und Schweinen für verschiedene Indikationen eingesetzt. Mit Hilfe der verschiedenen für den veterinärmedizinischen Gebrauch zugelassenen Wirkstoffe kann eine Brunstinduktion und -synchronisation sowie eine Induktion der Ovulation erfolgen. Weiterhin werden sie zur Behandlung der Azyklie sowie von Follikelzyten beim Rind eingesetzt.

#### Wirkstoffe
| Strukturformel  | Wirkstoff  | Tierart                                                            | Indikation                                                                                                  | Applikationsart              | Beleg  |
| --------------- | ---------- | ------------------------------------------------------------------ | --- | ---------------------------- | ------ |
|                 | Buserelin  | Rind, Pferd, Kaninchen                                             | Behandlung der Azyklie, Ovulationsinduktion, Verbesserung der Konzeptionsrate                               | Injektion (i.m., S.c., i.v.) | [ 17 ] |
|                 | Deslorelin | Pferd                                                              | Ovulationsinduktion                                                                                         | Implantat                    | [ 17 ] |
| Hund, Frettchen | Deslorelin | vorübergehende Unfruchtbarmachung (chemische Kastration) von Rüden | Implantat                                                                                                   | [ 17 ]                       |        |
|                 | Lecirelin  | Rind                                                               | Azyklie, Ovulationsinduktion, Verbesserung der Konzeptionsrate, Follikelzysten                              | Injektion (i.m., s.c.)       | [ 17 ] |
| Kaninchen       | Lecirelin  | Ovulationsinduktion, Verbesserung der Konzeptionsrate              | Injektion (i.m., s.c.)                                                                                      | [ 17 ]                       |        |
|                 | Peforelin  | Schwein                                                            | Brunststimulation                                                                                           | Injektion (i.m., s.c.)       | [ 17 ] |
|                 | Nafarelin  | Fische (Lachsartige)                                               | Induktion und Synchronisation der Ovulation zur Produktion von Fischeiern (in der EU nicht mehr zugelassen) | Injektion (i.p.)             | [ 18 ] |

## GnRH-Antagonisten

### Wirkmechanismus
Ein Antagonist ist ein Wirkstoff, der an einen Rezeptor bindet, ohne an diesem die physiologische Reaktion auslösen zu können. Der Rezeptor wird so für die Bindung des körpereigenen Liganden blockiert, der mit den antagonistisch wirkenden Molekülen um die Rezeptor-Bindungsstellen konkurrieren muss.
GnRH-Antagonisten entstehen durch eine stärkere Modifikation der Molekülstruktur. Dabei werden oft zusätzlich zu den Aminosäuren an den Positionen 6 und 10, die bei der Entwicklung von Agonisten ausgetauscht werden, die Aminosäuren an den Positionen 1 bis 3 ausgetauscht, oft durch D-Aminosäuren. Damit kann eine deutliche Verlängerung der Plasmahalbwertszeit erreicht werden.
In der Wirkung unterscheiden sich die Antagonisten von den Agonisten durch eine schnellere Unterdrückung der Gonadotropin-Sekretion, ohne den Nachteil der von den Agonisten ausgelöste initiale Sekretionssteigerung zu haben.

### Einsatz in der Humanmedizin

#### Indikationen
Bei der In-vitro-Fertilisation werden GnRH-Antagonisten eingesetzt, um einen vorzeitigen LH-Anstieg bei einer kontrollierten ovariellen Hyperstimulation zu vermeiden. Die Antagonisten werden dabei zusammen mit FSH verabreicht, so dass ein schnelleres Wachstum der Follikel und einer Verkürzung der Behandlung bis zu Eizellentnahme erreicht werden kann.
Beim Mann werden die GnRH-Antagonisten zur palliativen Therapie von Prostatakarzinomen eingesetzt, deren Wachstum hormonabhängig ist.
In der Veterinärmedizin werden derzeit keine GnRH-Antagonisten eingesetzt.

#### Wirkstoffe
| Strukturformel | Wirkstoff  | Indikation                                                              | Halbwertszeit |
| -------------- | ---------- | ----------------------------------------------------------------------- | ------------- |
|                | Cetrorelix | Vermeidung eines vorzeitigen LH-Anstiegs bei der In-vitro-Fertilisation | 12 -30 h      |
|                | Ganirelix  | Vermeidung eines vorzeitigen LH-Anstiegs bei der In-vitro-Fertilisation | 13 h          |
|                | Abarelix   | Prostatakarzinom                                                        | 13 – 16 Tage  |
|                | Degarelix  | Prostatakarzinom                                                        | 28 – 43 Tage  |